# Seti II
Seti II var en fornegyptisk farao som regerade i sex år 1199 f.Kr. till 1194/1193 f.Kr. under den nittonde dynastin.
Seti II var son till farao Merenptah och bar namnet Seti Merenptah. När Seti skulle efterträda sin far på tronen grep en usurpator vid namn Amenmesse makten i Övre Egypten. Det finns få källor till vad som egentligen hände under denna maktkamp, men Seti verkar ha återtagit kontrollen över hela Egypten efter fyra år. Under sin korta regeringstid upphöjde Seti sin syriska kansler Bay till rikets högsta ämbetsman. Seti var gift med drottning Twosret, men hans son Siptah med en syrisk kvinna, Sutailja, blev hans efterträdare. Graven KV15 i Konungarnas dal byggdes för Seti II, men det är oklart om han begravdes där, eller möjligen i KV14. Hans mumie flyttades senare till KV35 där den hittades 1898.